# Kaczor Howard
Kaczor Howard (ang. Howard the Duck) – amerykańska komedia science-fiction w reżyserii Willarda Huycka i wyprodukowana przez George’a Lucasa z 1986 roku. Jest to luźno oparty film na bazie komiksów Marvela, stworzonym przez Steve’a Gerbera. Film skupia się na Howardzie, obcym z planety zamieszkanej przez antropomorficzne kaczki, który zostaje przetransportowany na Ziemię, gdzie spotyka Beverly, początkującą piosenkarkę. Kaczor Howard stara się znaleźć sposób, aby powrócić na swoją planetę i pomaga Beverly z jej karierą. Lucas rozpoczął produkcję filmu po ustąpieniu ze stanowiska prezesa Lucasfilm, aby skupić się na produkcji. Huyck i adaptacji producenta Glorii Katz zmieniła osobowość bohatera i stworzyła mniejszy nacisk na satyryczny charakter komiksu, w celu podkreślenia szczególnych skutków pracy Industrial Light & Magic. Film został skrytykowany z powodu decyzji, aby nakręcić film na żywo, a nie jako film animowany oraz z powodu nieprzekonującego wyglądu Howarda.
Film wydaje się być przeciwieństwem komiksu. Mając to na uwadze, Katz oświadczyła, że „To film o kaczce z kosmosu (...) To nie miało być doświadczenie egzystencjalne (...) film każe nam się bawić tym pojęciem, ale z jakiegoś powodu recenzenci nie byli w stanie zrozumieć tego problemu”. Gerber stwierdził, że seria komiksowa jest żartem, mówiąc „To nie jest żart! On jest żartem. Kosmicznym chichotem. Najśmieszniejszym gagiem we wszechświecie. To życie stwarza najpoważniejsze chwile i najbardziej głupie chwile, które często różnią się tylko chwilowym punktem widzenia. Każdy kto w to nie wierzy, prawdopodobnie nie może czytać Kaczora Howarda”.
Został bardzo negatywnie oceniony przez krytyków; serwis Rotten Tomatoes przyznał mu wynik 14%, co oznacza „zgniły”.

## Fabuła
Howard mieszka na Duckworld, planecie zamieszkanej przez antropomorficzne kaczki. Pewnej nocy podczas czytania najnowszego numeru Playduck Magazine, fotel zaczyna gwałtownie się trząść i wyrzuca go z budynku mieszkalnego w przestrzeń kosmiczną, przez co w końcu ląduje na Ziemi, w Cleveland, Ohio. Po przybyciu Howard zauważa kobietę zaatakowaną przez bandytów i postanawia jej pomóc dzięki znajomości swojego stylu „Quack Fu”. Gdy przegania bandytów, kobieta przedstawia się jako Beverly i postanawia wziąć Howarda do swojego mieszkania, aby mógł u niej przenocować. Następnego dnia Beverly zabiera Howarda do pseudo-naukowca o imieniu Phil Blumburtt, który może pomóc Beverly odesłać Howarda do swojego świata. Phil okazuje się być tylko asystentem w laboratorium, Howard postanawia pogodzić się z życiem na Ziemi i postanawia pomóc Beverly. Ze względu na nierówne traktowanie przez swojego szefa Howard ostatecznie rezygnuje z pracy i wraca do Beverly, która gra w zespole Cherry Bomb. W klubie, w którym gra Cherry Bomb, Howard natrafia na menadżera zespołu i stawia mu czoła, gdy ten okłamuje zespół. Zbieg wydarzeń sprawia iż Howard zakochuje się w Beverly i postanawia zostać na Ziemi, aby obronić ludzkość przed inwazją obcych.

## Obsada
- Ed Gale jako Kaczor Howard
- Jordan Prentice jako Kaczor Howard[3]
- Chip Zien jako Kaczor Howard (głos)
- Lea Thompson jako Beverly Switzler
- Tim Robbins jako Phil Blumburtt
- Jeffrey Jones jako doktor Jenning
- David Paymer jako Larry
- Paul Guilfoyle jako porucznik Welker
- Liz Sagal jako Ronette
- Dominique Davalos jako Cal
- Holly Robinson Peete jako K.C.

## Nagrody
Zdobyte Złote Maliny za rok 1986:
- Nagroda w kategorii Najgorszy film dla Glorii Katz.
- Nagroda w kategorii Najgorszy scenariusz dla Willarda Huycka i Glorii Katz.
- Nagroda w kategorii Najgorsze efekty specjalne dla Industrial Light and Magic.
- Nagroda w kategorii Najgorsze nowe gwiazdy dla „Sześciu chłopaków i dziewczyn w kaczych strojach”.

Nominacje do Złotej Maliny za rok 1986:
- Nagroda w kategorii Najgorsza piosenka dla piosenki „Howard The Duck”.
- Nagroda w kategorii Najgorsza reżyseria dla Willarda Huycka.
- Nagroda w kategorii Najgorszy aktor drugoplanowy dla Tima Robbinsa.

Nominacja do Złotej Maliny za rok 1990
- Nagroda w kategorii Najgorszy film dekady.